# Vênus de Laussel

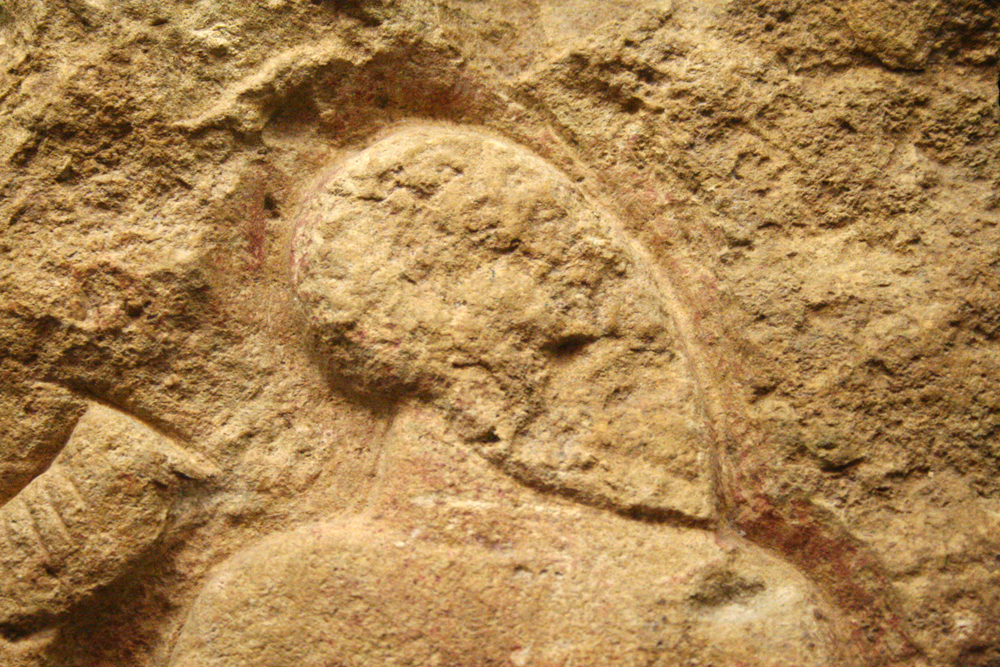
Pormenor da cabeça.

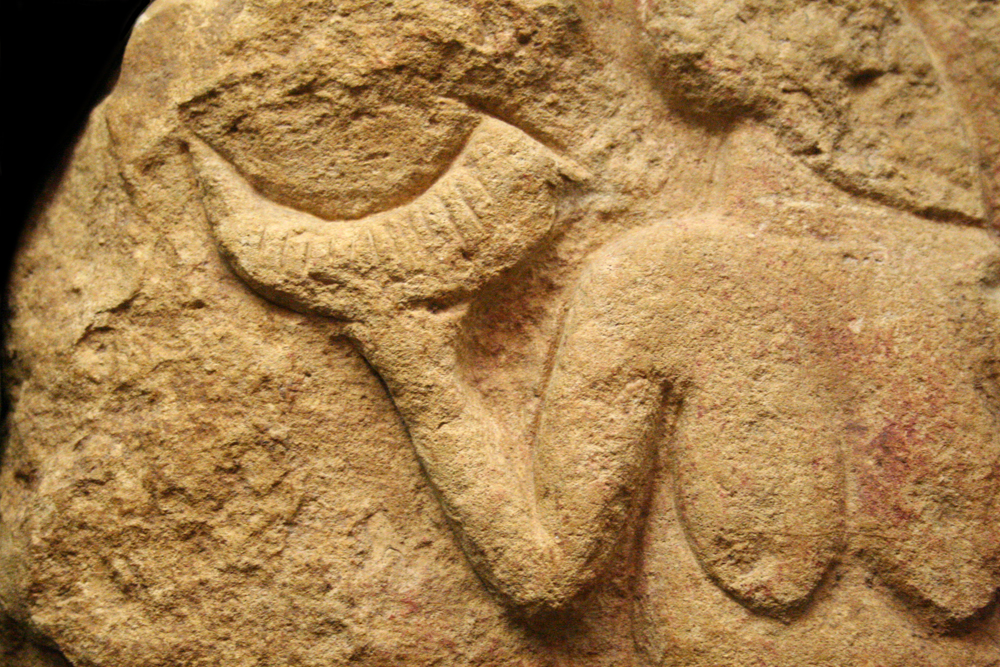
Pormenor do braço direito e do corno.

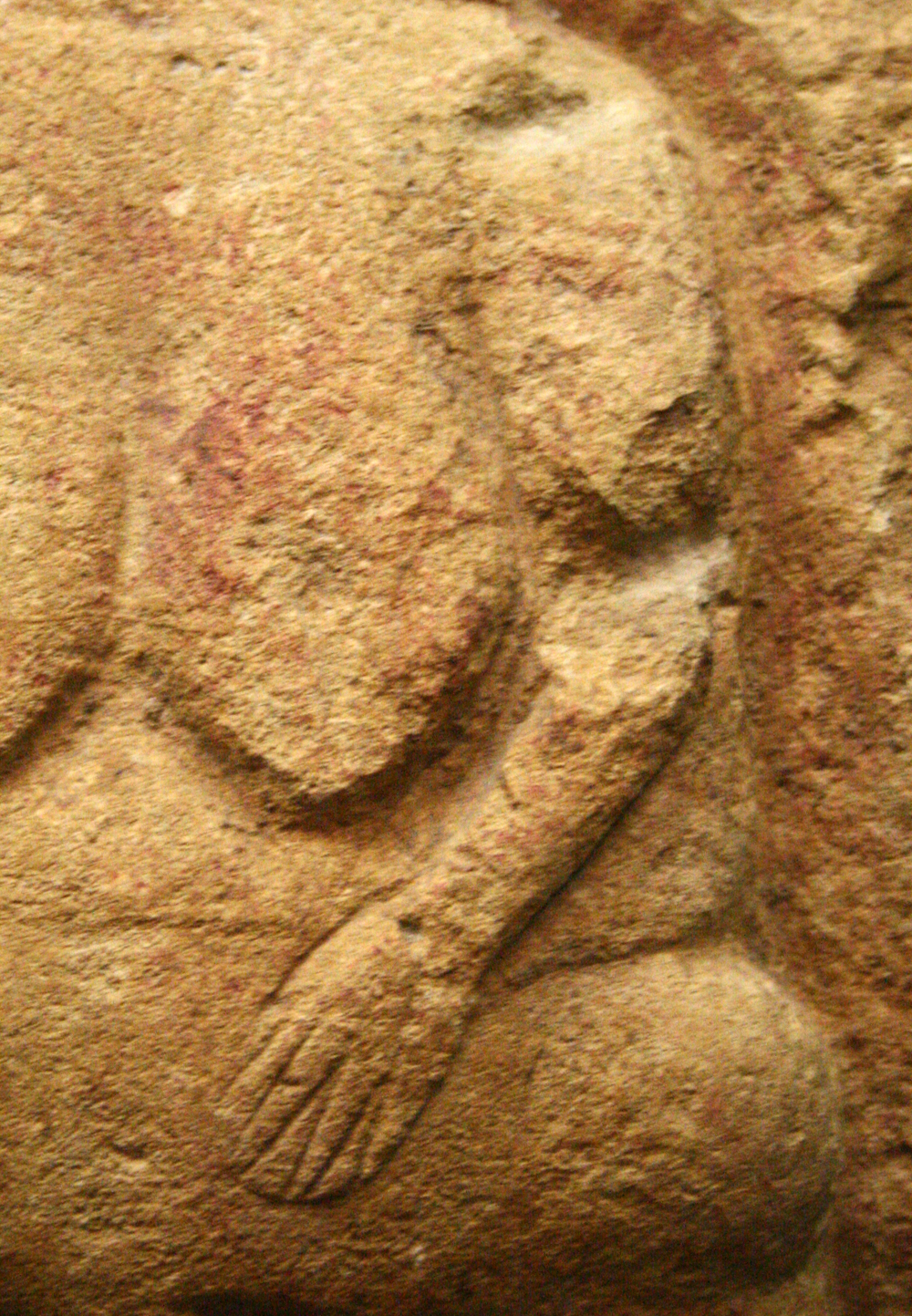
Pormenor de braço e mão esquerdos.

A Vênus de Laussel ou "mulher com corno" é uma estatueta de Vénus, pertencente à arte paleolítica. Foi descoberta em 1909 pelo doutor Lalanne, no denominado "Grand Abri", localizado na estação arqueológica de Laussel na localidade de Marquay, na Dordonha francesa.

## Descrição
Seu descobridor descreve-nos assim à "mulher com corno": 
| “ | É uma estatueta talhada num bloco de pedra calcária dura; representa uma mulher despida, que na mão direita sustem um corno de bisão. A figura mede 46 cm de altura. A cabeça, embora em grande parte separada do fundo, não apresenta indícios de rosto. Apesar disso, observa-se que foi talhada de perfil ..... O pescoço é alongado e está claramente definido. Do peito brotam elegantemente dois seios longos e pendentes, de jeito oval. O ventre é algo pronunciado, mas bem proporcionado e ligeiramente caído … O braço direito cai com naturalidade junto ao tronco, mas o antebraço alça-se até à altura do ombro, onde a mão sustem um corno de bisão. Tudo o corpo está polido, exceto a cabeça .... | ” |

A esta descrição há que acrescentar que a plaqueta de pedra tinha vestígios de ocre e que alguns investigadores creram ver treze covinhas rodeando a silhueta da mulher, e que poderiam simbolizar um ano lunar ou menstrual.

## Datação
Não é possível datar com segurança a estatueta, porque as escavações tão antigas não eram muito cuidadosas com a estratigrafia. Contudo, na publicação sinalam-se numerosos níveis arqueológicos, dos quais os três mais profundos eram musterienses, sobre eles havia um nível châtelperroniense coberto por um nível aurignaciano que continha numerosos blocos com decoração tosca (plaquetas de pedra com gravuras de vulvas, falos, etc.).
Por outro lado, os famosos baixo-relevos provinham de níveis gravettenses e solutreanos antigos, que ocupavam o teto da seqüência e iam acompanhados por indústria lítica e óssea (pontas de entalhe, lâminas com retoque inverso…). Os relevos incluem representações de vários animais e cinco com antropomorfos, um representava a um homem itifálico de aspeto confuso e fantasmal (muito parecido às gravuras de Roc-de-Sers) e os outros quatro são mulheres, entre eles a famosa vênus e outra que parece o seu enantiomorfa (imagem especular), em pior estado, que foi roubada e vendida ilegalmente ao Museu de Berlim. Esta figura também parece suster um corno de bisão, embora seja mais duvidoso. Assim pois, a idade da «Mulher com Corno» está entre o final do Gravetense e a transição ao Solutreano, é dizer, o que denominaríamos «Inter-graveto-solutreano». Esta datação é a mesma que as vênus de Kostienki, Willendorf ou Lespugue.

## Ciclo lunar e ciclo humano
Segundo Leroi-Gourhan estaríamos ante dois símbolos complementares femininos, o bisão e as mulheres, o homem. Outras interpretações mais tradicionais, por outro lado, relacionam à «Mulher com Corno» de Laussel com uma deusa da fertilidade, na qual o corno representaria a cornucópia da abundância, as covinhas da menstruação simbolizariam o ciclo lunar relacionados com o ciclo mentrual pois ela segura em uma mão um corno de bisão em forma de lua crescente, enquanto a outra aponta para seu ventre. As treze incisões feitas no corno referem-se à passagem dos meses lunares. A relação entre a gravidez, que ocorre em 10 lunações e o ciclo lunar/menstrual, em 13 lunações, evidencia para muitos estudiosos, um dos primeiros registros da interação entre os clicos do Universo e os ciclos humanos.
.

## Conservação
Encontra-se atualmente no Musée d'Aquitaine (Museu da Aquitânia) em Bordéus.